# Sara Louraço Vidal
Sara Louraço Vidal es una cantante portuguesa. Célebre por haber sido cantante en el grupo de música Celta Folk Gallego Luar Na Lubre, actualmente se dedica a la música folk y protesta en su país natal.

## Historia
Nació en Nazaré, Portugal, en 1980. Ya había acompañado al grupo en conciertos desde el 2004, pero fue en el 2005, cuando salió el álbum Saudade, cuando se convierte en vocalista permanente y definitiva del grupo.
Recientemente ha sacado a la venta el DVD Ao Vivo junto con Luar Na Lubre, en el que se desarrolla un concierto y varias entrevistas al grupo y otros colaboradores del evento.
En septiembre de 2011 abandona el grupo por "motivos personales".